# میس مارشن
میس مارشن (به انگلیسی: Miss Martian) با نام واقعی مگان مورس، یک شخصیت خیالی ابرقهرمان در کتاب‌های کامیک آمریکایی منتشر شده توسط دی‌سی کامیکس است؛ و برای اولین بار، در شمارهٔ ۳۷ مجلهٔ کمیک تایتان‌های نوجوان در اوت ۲۰۰۶ معرفی شد.